# Leo Graetz
Leo Graetz, nemški fizik, * 26. september 1856, Breslau, Prusija (sedaj Wrocław, Poljska), † 12. november 1941, München, Nemčija.

## Življenje in delo
Graetz je bil sin judovskega zgodovinarja Heinricha Graetza. Od leta 1870 je študiral matematiko in fiziko na univerzah v Breslau, Berlinu in Strasbourgu. Doktoriral je leta 1880 pod Meyerjevim mentorstvom. Leta 1881 je bil Kundtov asistent v Strasbourgu. Leta 1883 je odšel v München, kjer je leta 1908 postal ordinarij.
Ukvarjal se je z magnetizmom in elektriko. Bil je eden prvih, ki je raziskoval širjenje elektromagnetne energije. Po njem se imenuje Graetzevo število (Gz), brezrazsežno število, ki opisuje toplotni tok, ter Graetzev spoj, diodni mostič, ki ga je izumil. Leta 1880 je med prvimi eksperimentalno potrdil Stefan-Boltzmannov zakon.